# Citroën SM
Citroën SM je sportovní vůz vyráběný v letech 1970-1975 francouzskou automobilkou Citroën ve spolupráci s Maserati. V roce 1971 se umístil na 3. místě v soutěži Evropské auto roku.

## Historie
V roce 1961 začal Citroën pracovat na sportovní variantě populárního Citroenu DS. Projekt SM byl zahájen až roku 1966. Záměr byl vytvořit luxusní vůz s rychlostí přesahující 200 km/h. Tak výkonný motor ale Citroën nevyráběl. Pomohla až spolupráce s krachujícím italským koncernem Maserati, s nímž Citroën uzavřel dohodu o technické spolupráci a v roce 1971 se stal absolutním vlastníkem automobilky.
Citroën SM byl poprvé představen na Ženevském autosalonu v březnu 1970, kde svým designem a vyspělou technikou vzbudil velké ohlasy. Sériově vyráběné modely se začaly prodávat v září 1970. V následujícím roce se prodalo 5000 modelů, ale pak zájemců ubývalo. V roce 1974 to bylo už jen 352 automobilů a roku 1975 se Citroën rozhodl výrobu SM ukončit. Největší ránu avantgardnímu modelu zasadila ropná krize v roce 1973.

## Konstrukce

### Karoserie
Samonosná, skeletového typu. Komponenty se připevňovaly podobně jako u modelu DS přímo na kovový skelet. Aerodynamický odpor dosahoval (Cx 0,339) což je srovnatelné s automobily dnešní doby. Za předním plastovým aerodynamickým štítem se nacházelo 6 světlometů. 2 z nich byly natáčeny spolu s volantem podobně jako u modelu DS. Světlomety byl natáčecí a měly automatickou regulaci výšky podle polohy (zatížení) zadní nápravy - při nerovnostech tak byla světla vždy souběžně s vozovkou. Za příplatek bylo možné dostat i klimatizaci. SM přinesl mnohé inovace podobně jako jeho nepřímý předchůdce DS:
- První automobil s lepeným čelním sklem v Evropě.
- První automobil v Evropě s nastavitelnou výškou a hloubkou volantu
- První automobil v Evropě s variabilním degresívním účinkem posilovače DIRAVI

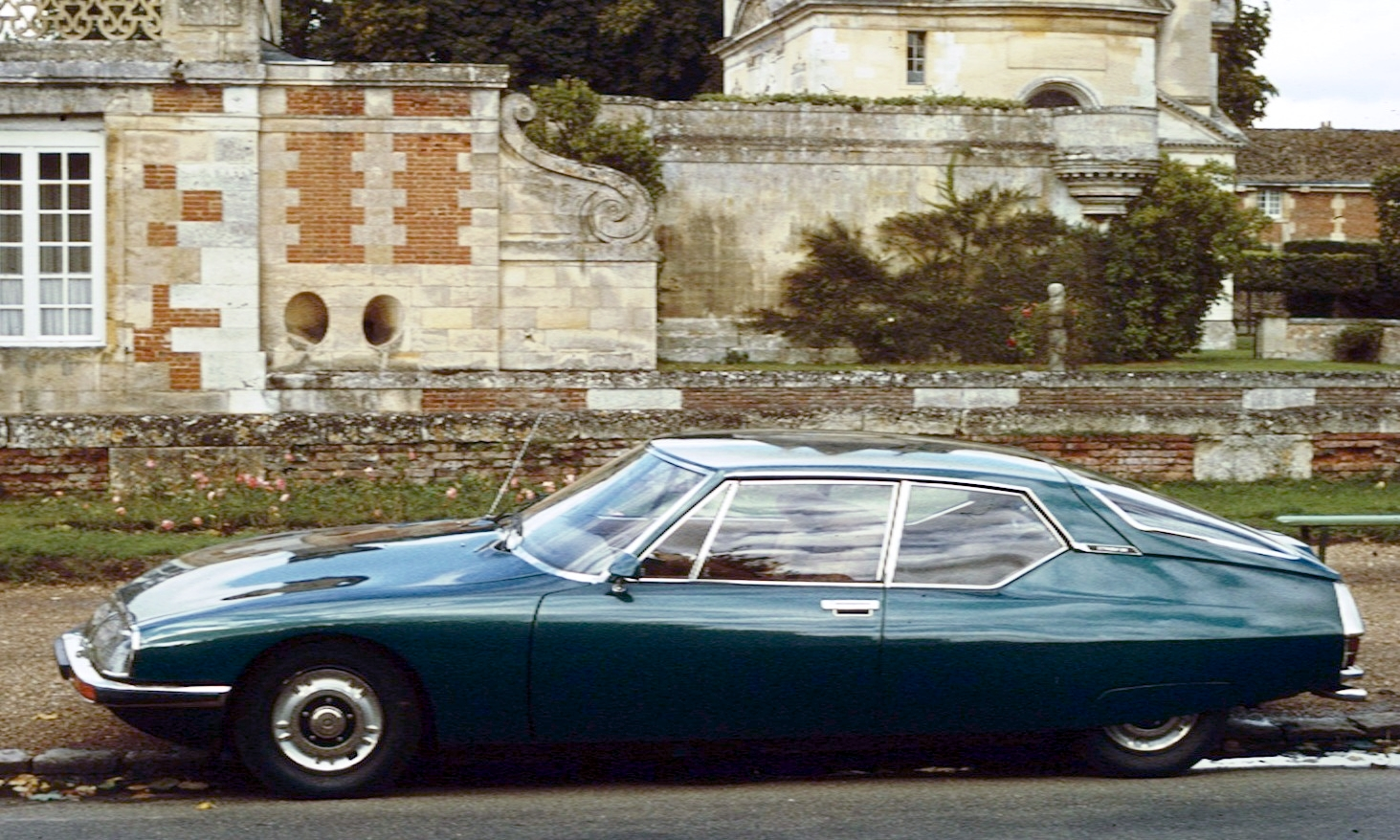
Citroën SM z profilu
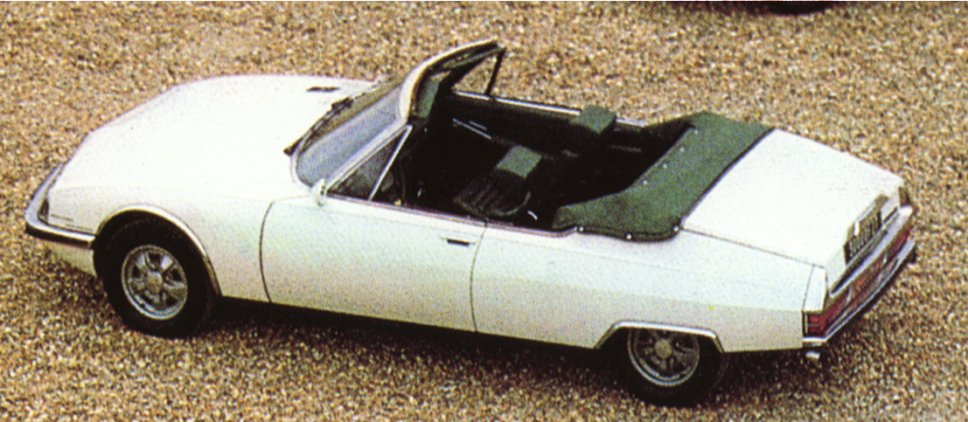
Citroën SM Mylord (1971)
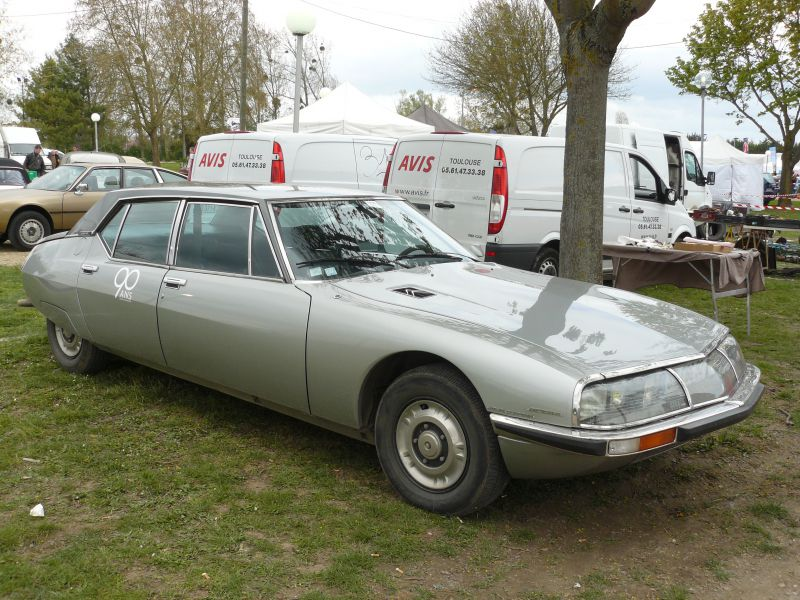
Citroën SM Opéra (1972)
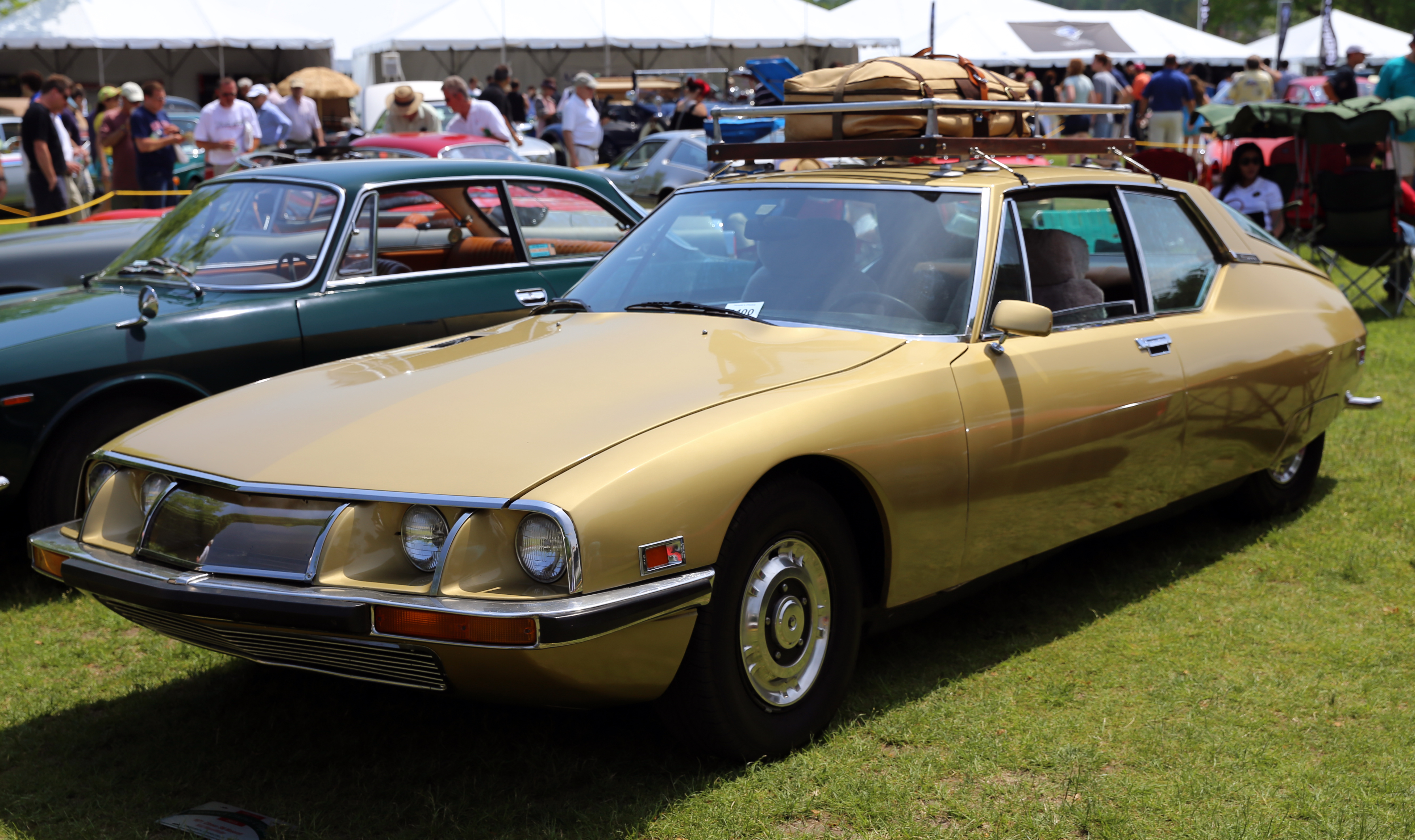
Citroën SM pro USA

### Podvozek
Používá hydropneumatické odpružení převzatý z modelu DS s drobnými úpravami a také přední náhon. Umožňovalo to vysoký komfort a nastavitelnou světlou výšku automobilu. Brzdový systém byl propojen s hydropneumatickou soustavou a ve spojení se čtyřmi kotoučovými brzdami tak poskytoval účinnější brzdy. Řízení bylo vynálezem vynálezce hydropneumatiky Paula Magese. Účinek posilovače řízení byl závislý na rychlosti vozidla - se stoupající rychlostí vozidla se zvětšovala tuhost řízení a poskytovala tak jednodušší ovládání, které nebylo třeba neustále korigovat. Při uvolnění volantu se sám z jakékoli pozice vrátil na svou pozici. Systém DIRAVI se použil později v modelu CX a XM.

### Motory

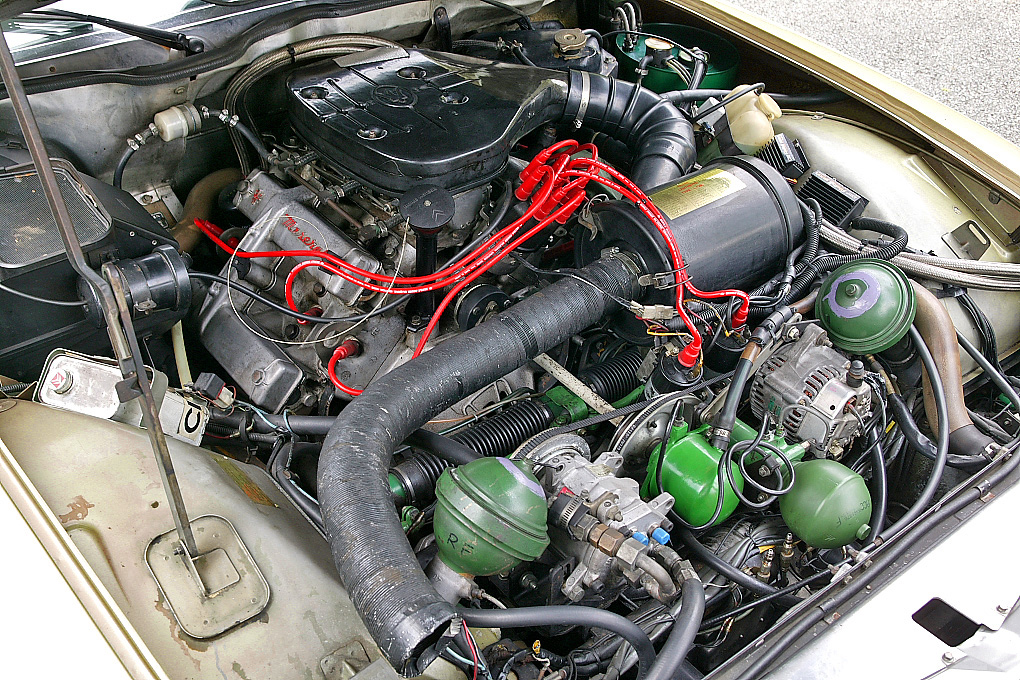
Motor Maserati a hydropneumatika

Nejprve byl představen motor 2,7 V6 s výkonem 125 kW (170 k), odvozený od osmiválce pohánějícího Maserati Quattroporte. V roce 1973 byly karburátory Weber nahrazeny vstřikováním Bosch D-Jetronic. Tím vzrostl výkon na 130 kW (178 k). Současně byl v USA nabízen motor 3,0 V6 s výkonem 132 kW (180 k), který do Evropy přišel až roku 1974. Převodovky byly manuální 5stupňová a automatická 3stupňová. Pozoruhodný byl nezvykle velký úhel rozevření řad válců (90°) a použití 3 rozvodových řetězů.
Benzínové
(1970 - 1972)
- 2.7 V6 DOHC (2670 cc) 170k při 5 500ot. / Min - trojitý karburátor Weber,

(1973 - 1975)
- 2.7 V6 DOHC (2670 cc) 178k při 5 500ot. / Min - elektronické vstřikování Bosch D-Jetronic

(1974 - 1975)
- 3.0 V6 DOHC (2960 cc) 180k při 5 720ot. / Min - elektronické vstřikování, katalyzátor

-modul měl snížené emise kvůli exportu na americký trh, prodával se s automatickou 3stupňovou převodovkou BorgWarner nebo manuální 3stupňovou
-3.0L Motor se zvýšeným výkonem na 190k se použil také v modelu Maserati Merak a Ligier JS2 od 19.722.

## Sport

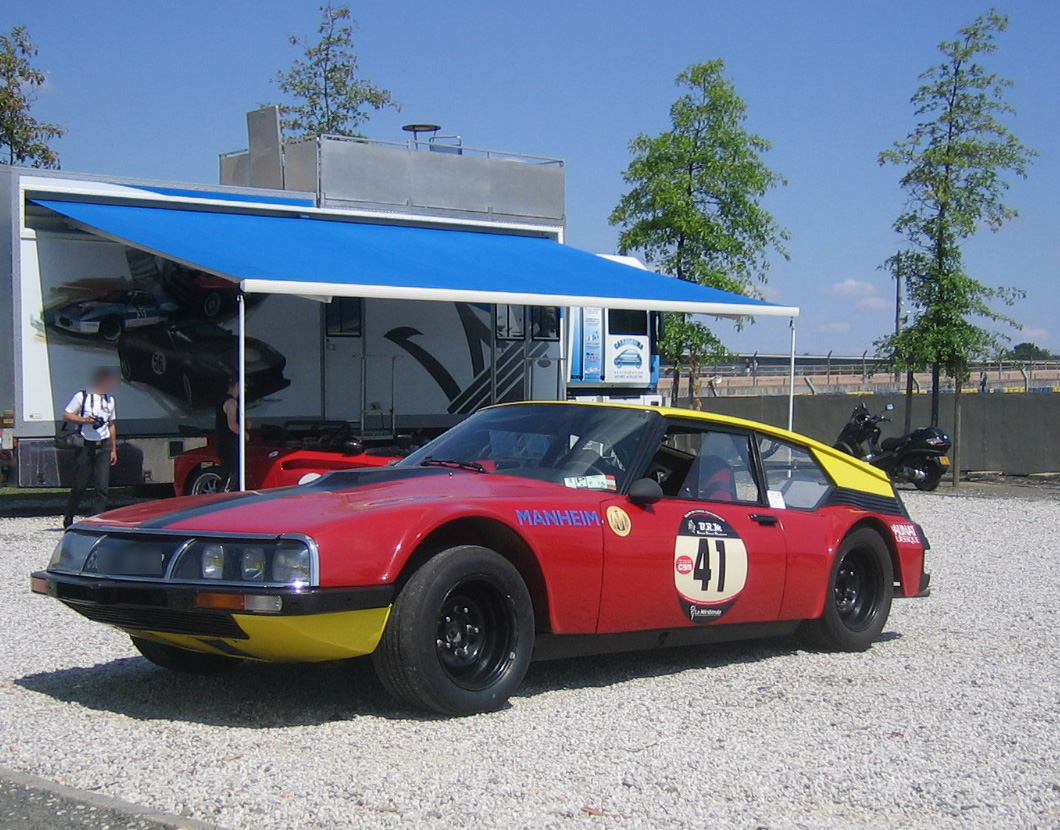
Závodní verze

SME se zařadil ve své době k nejrychlejším automobilem s předním náhonem. Podobně jako DS byl upraven do závodní verze. SM zvítězil v roce 1971 na Rally Marocco.

## Jiné verze
Henri Chapron upravil 2 kusy jako prezidentské limuzíny a využívaly se od Georgese Pompidou až po Jacqua Chiraca. Další upravený kus sloužil jako papamobil papeži Janu Pavlu II, který ho využíval ještě v 80. letech 20. století.

## Konec výroby
SM byl kvůli komplikovaným technologiím drahý na údržbu, pro servis byl potřeba specialista na motory Maserati a na hydropneumatický systém Citroënu. V roce 1974 Citroën zkrachoval a ujala se ho Peugeot. Důvodem byla ropná krize a ekonomická recese v roce 1973, dále také dlouhodobý vývoj Wankelova motoru, které byly neúsporné. V roce 1974 vydala americká vláda nařízení pro automobily, které vyšachovaly automobilku Citroën z trhu, což způsobilo propad prodejnosti o 48%. V roce 1975 se Peugeot zbavil automobilky Maserati. Součástky SM byly rozprodány a použity ještě v automobilech Maserati a Lotus Esprit, například převodovka nebo zpětná zrcátka. Většinu kvalit a technologií přebral nepřímý následovník Citroën CX.